# Chile Chico
Chile Chico este un târg și comună din provincia General Carrera, regiunea Aisén, Chile, cu o populație de 4.627 locuitori (2012) și o suprafață de 5922,3 km2.